# Мураевское сельское поселение
Мураевское се́льское поселе́ние — муниципальное образование в Сосковском районе Орловской области Российской Федерации.
Административный центр — деревня Мураевка.

## История
Мураевский сельский совет в составе Сосковского района Орловской области (с 27 сентября 1937 г.), оккупирован Германией (с 2 октября 1941 г. – по не ранее 7 и не позднее 12 августа 1943 г.); в составе Сосковского сельского района Орловского областного (сельского) совета депутатов трудящихся (с 30 декабря 1962 г.); в составе Сосковского района Орловского областного (сельского) совета депутатов трудящихся (с 10 января 1963 г.); в составе Урицкого сельского района Орловского областного (сельского) совета депутатов трудящихся (с 9 февраля 1963 г.); в составе Урикого района Орловской области (c 12 января 1965 г. ); в составе Сосковского района Орловской области (c 23 августа 1985 г.). (см.: Мураевка - административный центр сельского Совета)..
Статус и границы сельского поселения установлены Законом Орловской области от 25 октября 2004 года № 433-ОЗ «О статусе, границах и административных центрах муниципальных образований на территории Сосковского района Орловской области».

## Население
| 2010 | 2012 | 2013 | 2014 | 2015 | 2016 | 2017 |
| ---- | ---- | ---- | ---- | ---- | ---- | ---- |
| 596  | ↘580 | ↘566 | ↘528 | ↘520 | ↘519 | ↘513 |
| 2018 | 2019 | 2020 | 2021 | 2023 |      |      |
| ↘491 | ↘488 | ↘481 | ↗485 | ↘462 |      |      |

## Состав сельского поселения
| № | Населённый пункт | Тип населённого пункта          | Население |
| - | ---------------- | ------------------------------- | --------- |
| 1 | Бекин            | посёлок                         | 4         |
| 2 | Должонки         | село                            | ↘184      |
| 3 | Катыши           | деревня                         | 9         |
| 4 | Маслово          | деревня                         | ↘79       |
| 5 | Мелихово         | село                            | ↘69       |
| 6 | Мураевка         | деревня, административный центр | ↘169      |
| 7 | Цвеленево        | село                            | ↘82       |